# Solarte-Gallete
Solarte-Gallete es una entidad de población española del municipio de Ispáster, perteneciente a la provincia de Vizcaya, en la comunidad autónoma del País Vasco. En 2023, la entidad singular de población tenía empadronados 72 habitantes.